# 蒂薩河
蒂薩河（匈牙利語：、羅馬尼亞語；塞爾維亞語：/Tisa）全長1,358公里，流域面積157,183平方公里，為多瑙河最大支流。
起源於烏克蘭喀爾巴阡山脈，流經羅馬尼亞、斯洛伐克、匈牙利和塞爾維亞，最後於伏伊伏丁那匯入多瑙河。
蒂萨河流域面积约为156,087平方公里（60,266平方英里），长度为966公里（600英里），其年平均流量为季节性792立方米/秒（28000立方英尺/秒）至1050立方米/秒。它约占多瑙河总径流量的13%。
据说匈奴王阿提拉被埋在蒂萨河改道段下。

## 名称
这条河在古代被称为蒂西亚（Tisia）河；它的其他古代名称包括Pathissus（古希腊语Πάθισσος和后来的拉丁语Tissus）。在较早的英语参考文献中，它可能被称为Theiss，以该河的德语名Theiß命名。它在意大利语中被称为Tibisco，在较旧的法语参考文献中，它通常被称为Tibisque。
另一种理论认为，它来源于原始波罗的海斯拉夫语*teišus，意思是静止、安静、无声，以描述这条河的状态。

## 整治
匈牙利蒂萨河的长度曾经是1,419公里（882英里）。它流经匈牙利大平原，这是中欧最大的平原之一。由于平原会导致河流流动非常缓慢，蒂萨河过去常常沿着一条有许多弯道的路线流动，这导致该地区发生了许多大洪水。
经过几次小规模的尝试，塞切尼·伊什特万组织了“蒂萨河整治”（匈牙利语：a Tisza szabályozása），整治行动于1846年8月27日开始，并于1880年基本结束。匈牙利河流的新长度缩短至966公里（600英里），其中589公里（366英里）为死河道，136公里（85英里）为新河道。

## 蒂萨湖
20世纪70年代，小克赖开始修建蒂萨河大坝，目的是帮助控制洪水，并为干旱季节蓄水。然而，由此产生的蒂萨湖成为匈牙利最受欢迎的旅游目的地之一，因为它与巴拉顿湖具有相似的特征，价格便宜得多，而且并不拥挤。

## 航行
蒂萨河的大部分航道都是通航的。这条河最近才开放供国际航行；此前，匈牙利区分了“国家河流”和“国际河流”，表明是否允许非匈牙利船只进入。匈牙利加入欧盟后，这一区别被取消，船只被允许在蒂萨河上航行。
航行条件因情况而异：当河流泛滥时，它往往无法航行，极端干旱时期也是如此。

## 野生生物
蒂萨拥有丰富多样的野生动物。蒂萨弗雷德鸟类保护区有200多种鸟类。沿河的泛滥区拥有大量多样的动植物。特别是，蒂萨河的年度“开花”被认为是当地的自然奇观。开花吸引了大量的蜉蝣，这是一个众所周知的奇观。
2020年9月，在河中发现了壮观的苔藓虫群落。

## 污染
2000年初，罗马尼亚发生了一系列由意外工业排放引起的严重污染事件。第一次发生在2000年1月，当时罗马尼亚一座矿山释放了含有氰化物的污泥，导致2000吨鱼类死亡。第二次发生在罗马尼亚北部巴亚博尔萨的一个矿池，导致2000年3月初释放了20,000立方米（710,000立方英尺）的含锌、铅和铜的污泥。一周后，第三次泄漏发生在巴亚博尔萨的同一矿区，将河流染成黑色，可能包括重金属。
这一系列事件当时被描述为切尔诺贝利灾难以来袭击中欧最严重的环境灾难。暂时禁止将河水用于任何目的，匈牙利政府敦促罗马尼亚和欧盟关闭所有可能导致进一步污染的设施。
对河流沉积物的检查表明，矿山污染事件已经发生了一个多世纪。

## 地理
蒂萨河是多瑙河流域的一部分。它是集水面积最大的支流（~157,000平方公里）。它占多瑙河流域的19%以上。蒂萨河供水系统由五个国家共享：乌克兰（8%）、斯洛伐克（10%）、匈牙利（29%）、罗马尼亚（46%）和塞尔维亚（7%）。
| 国家       | 面积（km2） | 比例（%） |
| ---------- | ----------- | --------- |
| 匈牙利     | 46,213      | 29.4      |
| 羅馬尼亞   | 72,620      | 46.2      |
| 塞爾維亞   | 10,374      | 6.6       |
| 斯洛伐克   | 15,247      | 9.7       |
| 乌克兰     | 12,732      | 8.1       |
| 蒂萨河流域 | 157,186     | 100       |

喀尔巴阡山脉1800-2500米高的山脊形成了一个半圆，形成了蒂萨汇水区的北部、东部和东南部边界。流域的西南偏西部分地区相对较低，在匈牙利和塞尔维亚部分十分平坦。该地区大致沿中心线被喀尔巴阡山脉划分，其东部是特兰西瓦尼亚盆地400-600米高的高原，西部是平原。该流域的最高峰在下塔特拉山，海拔达到1948米，在乔尔诺戈拉山脉（Hoverla）达到2061米，在罗德纳山脉（Pietrosul Rodnei）达到2303米，在南喀尔巴阡山脉的雷泰扎特山脉（佩雷阿加山，2509米）甚至更高。海拔1600米以上的地区仅占总数的1%；46%的领土位于200米以下。斯洛伐克共和国的蒂萨河流域主要是丘陵地区，最高峰位于下塔特拉山脉的卡拉洛瓦霍拉山，海拔1948米。低地位于南部，形成了匈牙利低地的北缘。斯洛伐克共和国的最低点是博德罗格河流域斯洛伐克东部低地的斯特雷达村（96米）。蒂萨河流域的匈牙利和伏伊伏丁那（塞尔维亚）部分是一个平坦的地区，北部有小范围的丘陵和山脉，以匈牙利低地为主。

## 支流

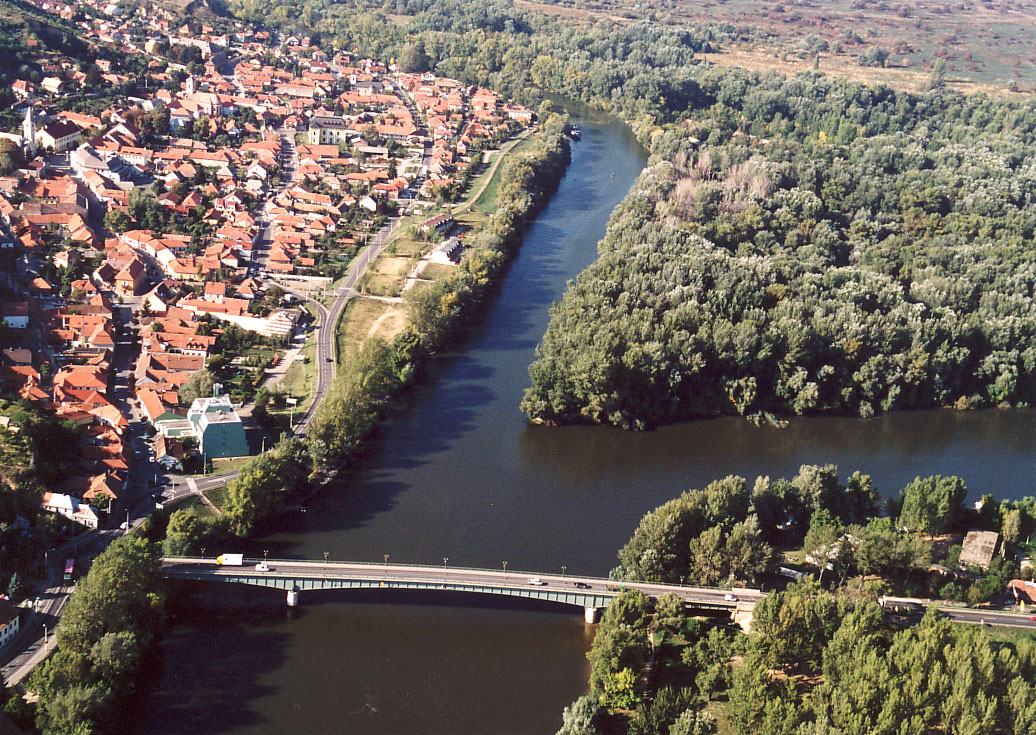
博德罗格河（右）汇入蒂萨河

有很多河流汇入蒂萨河：
- 博德罗格河
- 维谢乌河
- 科索夫斯卡河
- 伊扎河
- 萨拉瑟乌河
- 比茨河
- 泰雷斯瓦河
- 巴亚河
- 捷列布利亚河
- 里卡河
- 巴塔尔河
- 博尔扎瓦河
- 图尔河
- 索梅什河
- 克拉斯纳河
- 绍约河
- 埃格尔河
- 克勒什河
- 佐吉沃河
- 穆列什河
- 阿兰卡河
- 奇克河
- 耶格里奇卡河
- 贝加河

## 城镇
蒂萨河流经以下主要城镇：
- 乌克兰
  - 拉希夫
  - 佳奇夫
  - 胡斯特
  - 维诺赫拉迪夫
- 斯洛伐克
  - 马雷特拉卡尼
  - 维勒凯特拉卡尼
  - 比埃尔
- 罗马尼亚
  - 锡图盖马尔马切伊
- 匈牙利
  - 瓦沙罗什瑙梅尼
  - 扎霍尼
  - 托考伊
  - 蒂萨勒克
  - 蒂萨新城
  - 蒂萨菲赖德
  - 索尔诺克
  - 蒂萨凯奇凯
  - 琼格拉德
  - 森特什
  - 塞格德
- 塞尔维亚
  - 卡尼扎
  - 新克内热瓦茨
  - 森塔
  - 阿达
  - 莫尔
  - 巴奇科佩特罗沃塞洛
  - 贝切伊
  - 新贝切伊
  - 蒂泰尔

## 备注
1. ↑  老普林尼，《博物志》，第4卷第25章
2. ↑  17世纪和18世纪奥斯曼帝国和哈布斯堡帝国在多瑙河上的水战描述